# Майк Готорн
Джон Майкл «Майк» Готорн (англ. John Michael Hawthorn), (нар. 10 квітня 1929 — пом. 22 січня 1959) — британський автогонщик. Чемпіон світу з автогонок у класі Формула-1 1958 року. Отримав прізвисько «Льотчик з Фарнхему».

## Біографія

### Молоді роки
Джон Майкл Готорн народився 10 квітня 1929 року в Мексборо, невеличкому промисловому містечку поблизу Донкастера у Йоркширі. Його батько, Леслі Готорн, у час, вільний від роботи на електростанції Донкастера, полюбляв брати участь у мотоперегонах та ремонтувати мотоцикли. У 1931 він вирішив зробити із захоплення технікою прибуткову справу, тож родина переїхала на південь Англії до Фарнхему, щоб бути ближче до найвідомішої автотраси Бруклендс. Там Леслі Готорн, узявши в партнери мотоцикліста Педді Джонстона, відкрив крамницю з ремонту та продажу автомобілів. Їхня перша автомайстерня розташовувалася у старенькій хижі, але незабаром Леслі знайшов порожнє приміщення на околиці Фарнхему на Східній вулиці. З нього було зроблено гараж з крамницею, який отримав назву «The Tourist Trophy Garage». Тож Майк Готорн всі шкільні вихідні проводив у гаражі і, незважаючи на юний вік, намагався допомагати працівникам. На деякі вікенди батько брав його на Бруклендс, щоб подивитись на перегони, які переростали в справжні битви, між командами Napier Railtons, Sunbeams та Bentleys. 

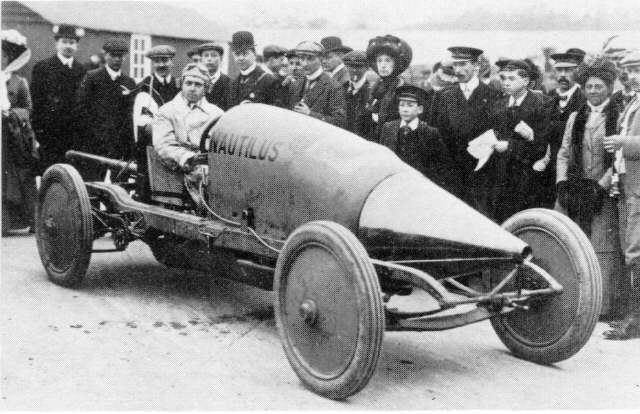
Sunbeam на трасі Бруклендс у 1910

Як згадував Майк у дорослому віці, це справило велике враження на нього. Леслі Готорну часто пропонували роботи на трасі по налагодженню автомобілів під час перегонів. Одного разу він узяв Майка проїхати одне коло на спортивному Райлі, з об'ємом двигуна в два літри. Відтоді хлопець знав, ким він хоче бути.
Коли Майку було дев'ять, він відвідував підготовчу школу Barfield у Рунфолді, поблизу Фарнхема. Готорн був помітним учнем, але приділяв набагато більше уваги заняттям спортом, ніж шкільним предметам. Згодом Майк здав вступні іспити і з 1942 року навчався у державній школі Ardingly в Сассекс і, що була досить престижною. Саме там через своє біляве волосся він отримав прізвисько Сніжинка. 1946 року Майк кинув навчання. На той час йому було сімнадцять років.

### Перші перегони

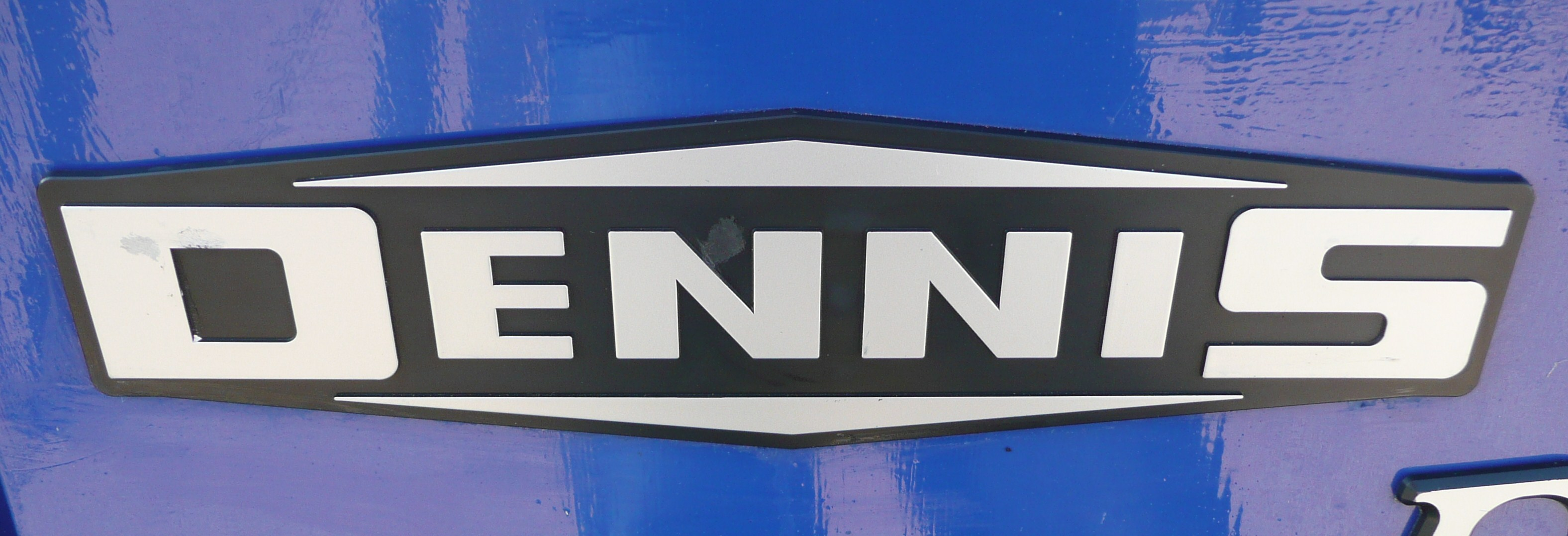
Логотип компанії Dennis Bros

Полишивши навчання у школі, Майкл Готорн влаштувався учнем на машинобудівний завод Dennis Bros Ltd. Щодня він добирався до заводу на мотоциклі моделі 250cc OHV Triumph з одноциліндровим двигуном, який батько спеціально переробив для нього. До наступного, 1947 року, Майк заощадив достатньо, щоб придбати собі новий мотоцикл 350cc BSA..
На своїх перших пробних перегонах Майкл виграв Кубок новачків і почав регулярно брати участь у подібних змаганнях. Залишивши роботу на заводі Dennis Bros, Готорн вступив до технічного коледжу в Челсі. Але навчання здалося йому надто складним, і Леслі Готорн зрозумів, що син ніколи не зробить кар'єру інженера. Тож було прийнято родинне рішення, за яким шлях Майкла спрямовувався безпосередньо до автоспорту.
Його першими машинами стали  Ulster Imp та a Sprite TT Райлі. Негайні успіхи довели, що Майкл — природжений гонщик. У 1950 році він брав участь у випробовуваннях швидкості в Брайтоне і здобув перше місце. У тому ж році на випробовуваннях швидкості в Ґоспорті Готорн став другим. 1951 року він виграв п'ять з шести гонок і одного разу прийшов другим. Після цього Майк вирішив наступного року на автомобілі «Купер-Брістоль»  взяти участь у гоночній серії Формула 2. Двигуни в цій серії були меншими та менш потужними, ніж у Формулі 1. Так само меншими, легшими та дешевшими були самі автомобілі. Об'єм двигунів варіювався від двох літрів без піддування (атмосферні) до 750 мілілітрів з піддуванням. Це було стимулом вступу до Формули 2 новим виробникам, таким як «Купер». Адже Формула 1 на початку своєї епохи була надто дорогим задоволенням. Настільки дорогим, що концерн «Альфа-Ромео» вирішив не брати участі у чемпіонаті 1952 року. Щоб урятувати чемпіонат FIA ухвалила рішення провести змагання 1952-1953 років для машин Формули 2. Тож у 1952 році відбувся дебют Майка Готорна у «королівських автоперегонах».

### Кар'єра у Формулі 1

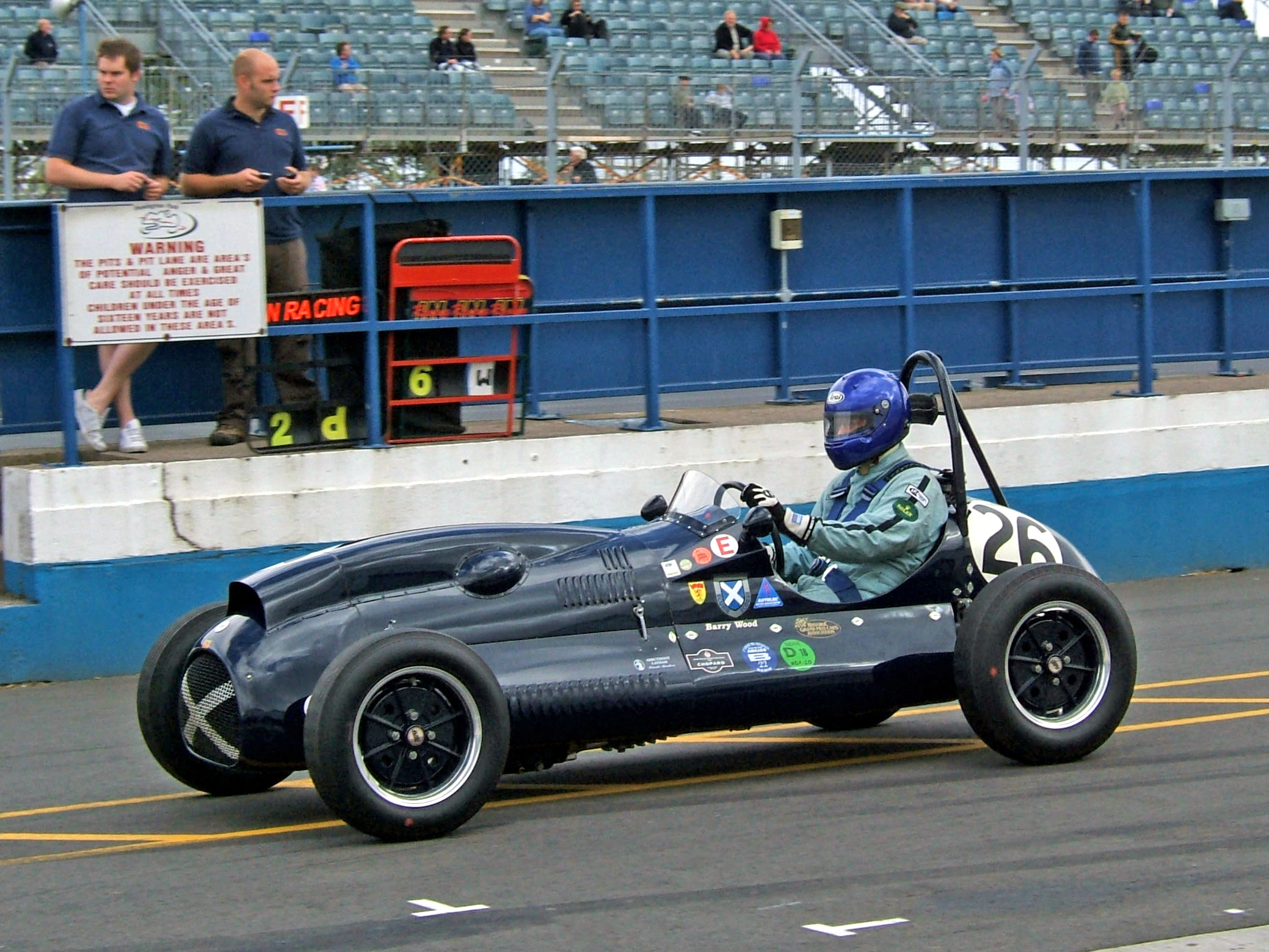
«Купер-Брістоль» на трасі Донінгтон-парк у 2007

Сезон 1952 року увійшов в історію Гран-прі як наймасовіший — на старт європейської світової першості були подані заявки 76 гонщиків (71 з яких вийшов на старт). У гонці, що не йшла у залік чемпіонату, в Ґудвуді Готорн стартував з поулу і виборов перше місце.
Дебютною гонкою Майка став  Гран-прі Бельгії, що проходив 22 червня 1952 року на трасі Спа-Франкоршам. Тоді Готорн прийшов четвертим, заробивши перші три очки. У Великій Британії він був третім, в Нідерландах — четвертим. Наприкінці чемпіонату британець займав п'ятий рядок загального заліку із своїми десятьма очками. Загалом «Купер-Брістоль» виявився найвдалішим болідом серед новачків Формули, а Майка Готорна назвали «Відкриттям року». Виступав він тоді за команду «LD Hawthorn».

Вдалий початок не залишився непоміченим. На наступний сезон його запросив до своєї стайні Енцо Феррарі. На Гран-прі Франції 1953 року Майк Готорн здобув свою першу перемогу, випередивши великого Фанхіо на 1 секунду і кілька десятків сантиметрів.

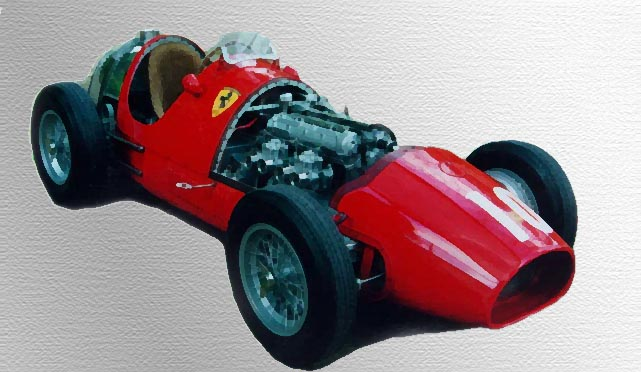
Ferrari 500, яку Готорн пілотував 1953 року

 У сезоні 1953 року Готорн з дев'ятнадцятьма заліковими  балами посів четверте місце, пропустивши вперед Альберто Аскарі, Хуана-Мануеля Фанхіо та Ніно Фаріну. Крім того, Майк виграв незалікові гонки International Trophy и Ulster Trophy, а також 24 години в Спа.
1954 року Готорн, продовжуючи виступати за Скудерію, був дискваліфікований в першій гонці, що проходила в Аргентині, але згодом виправив становище, виборовши чотири подіуми та одну перемогу, і посів третє місце в загальному заліку. Вище нього розташувалися лише два аргентинці — Фанхіо та Гонзалес.
Сезон 1955 року виявився для британського гонщика невдалим. Він не набрав жодного бала і за результатами чемпіонату був лише сорок другим.
У 1956 Майк Готорн їздив на Maserati, BRM та Vanwall. Він прийшов на подіум в Аргентині та був кваліфікований десятим у Франції. Набравши чотири очки, Майк став дванадцятим.
Наступного року він повернувся до Феррарі. Напарником Готорна по команді став Пітер Коллінз. Молоді люди швидко знайшли спільну мову і потоваришували. Одне одного вони називали не інакше, як Mon ami mate. В тому сезоні Майк, керуючи Lancia-Ferrari D50A та Ferrari 801, показав непоганий результат, як і у другому своєму сезоні, посівши четверте місце. Пітер Коллінз, який минулого року був бронзовим призером чемпіонату, цього разу був лише дев'ятим.
1958-го Готорн виграв Гран-прі Франції, Коллінз — Гран-прі Великої Британії. Але наступного етапу  життя Пітера Коллінза трагічно обірвалося. Втративши, як розповідають, контроль над болідом, він вдарився о дерево, і  того ж дня помер у лікарні від важкої травми голови. Це дуже вплинуло на Майка Готорна. Він був приголомшений і вирішив облишити гоночні змагання. Наступні три етапи сезону він приходив до фінішу другим, керуючись виключно силою волі. В результаті загальна сума набраних Майком Готорном балів дорівнювала 44. Найближчий суперник, теж британець, Стірлінг Мосс  відстав лише на один пункт. Так, майже неочікувано для себе, 1958-го року Майк Готорн виграв дев'ятий чемпіонат світу у класі автогонок Формула 1 і став четвертою людиною після Ніно Фаріни, Хуана-Мануеля Фанхіо та Альберто Аскарі, що здобув цей титул.  У грудні 1958 його колеги по команді запросили його відсвяткувати перемогу, Майк на це відповів, що «без його друга Коллінза ця перемога нічого не варта». В кінці року Майк Готорн дав заяву, що залишає світ автоспорту.

### Загибель
Ввечері 22 січня 1959 року поблизу Ґілдфорда, Майк, що, ймовірно, їхав до себе додому на своєму спортивному авто, здійснюючи обгон Mersedes, випадково впізнав водія. Ним виявився шотландський гонщик та власник гоночної команди Роб Вокер. Майк запропонував  йому помірятися швидкістю, незважаючи на сильний дощ. Вокер не хотів здаватися, але згодом був змушений визнати перемогу Готорна. Незабаром Готорн втратив контроль на лівому повороті, вилетів з траси та врізався в дерево. Помер він миттєво. На той час Майку Готорну було лише 29 років.
28 січня його поховали у Фарнхемі на цвинтарі West Street Cemetery, після служби у церкві Parish. Мати Майка, Вінніфред Готорн, бажала, щоб церемонія прощання була приватною, але, попри це, до церкви прийшло понад 200 чоловік, стільки ж стояло ззовні. На місце поховання Майка Готорна в ті дні приїздили тисячі людей, щоб віддати данину пам'яті першому британському чемпіону Формули 1, що став відомим на весь світ.

### Особисте життя
Протягом тривалого часу Готорн був відомий як перший жартівник і світська людина, що не відмовиться від доброго алкоголю та красивої жінки. Але в своїй автобіографії гонщик не наводив жодних фактів, які б це підтвердили.
У 1958 році Майк зустрів Джин Говарт, доньку багатого текстильного помисловця Ворслі Говарта, якій виповнився 21 рік. Молоді люди вирішили побратися і заручилися. В офіційній заяві йшлося, що весілля повинне відбутися на Різдво 1958 року. Але, попри те, що всі приготування майже були закінчені, церемонію перенесли на квітень, ближче до дня народження Майка. Але весілля так і не відбулося...
Джин була вдома у батьків, коли їй подзвонили та повідомили про загибель Готорна. Вона була у розпачі і довгий час сумувала за ним.
Через певний час вона стала другом та супутницею іншого гонщика, Іннеса Айрленда, а у 1992 році — його дружиною. 1993-го Айрленд помер.
Як і раніше, Джин Говарт бере участь у заходах, пов'язаних з Майком Готорном. Так, вона була присутня 2005 року на відкритті його пам'ятника на гоночному треку у Ґудвуді та на відкритті його меморіальної дошки у Мексборо 2006 року. Також вона давала інтерв'ю каналу BBC TV, щодо виходу книги Готорна у 2008.

## Результати виступів

### Гоночна кар'єра
| Сезон    | Серія             | Команда                                                                | Гонки | Перемоги | Поули | Н/к | Подіуми | Очки  | Місце |
| -------- | ----------------- | ---------------------------------------------------------------------- | ----- | -------- | ----- | --- | ------- | ----- | ----- |
| 1952     | Формула-1         | Leslie Hawthorn AHM Bryde                                              | 5     | 0        | 0     | 0   | 1       | 10    | 4=    |
| 1953     | 24 години Ле-Мана | Scuderia Ferrari                                                       | 1     | 0        | 0     | 0   | 0       | 0     | ДСК   |
| 1953     | Формула-1         | Scuderia Ferrari                                                       | 8     | 1        | 0     | 0   | 3       | 19    | 4     |
| 1954     | Формула-1         | Scuderia Ferrari                                                       | 8     | 1        | 0     | 0   | 3       | 24.64 | 3     |
| 1955     | 24 години Ле-Мана | Jaguar Cars Ltd.                                                       | 1     | 1        | 0     | 1   | 1       | 0     | 1     |
| 1955     | Формула-1         | Vandervell Products Scuderia Ferrari                                   | 5     | 0        | 0     | 0   | 0       | 0     | НКЛ   |
| 1956     | 24 години Ле-Мана | Jaguar Cars Ltd.                                                       | 1     | 0        | 0     | 1   | 0       | 0     | 6     |
| 1956     | Формула-1         | Owen Racing Organisation Officine Alfieri Maserati Vandervell Products | 4     | 0        | 0     | 0   | 1       | 4     | 11    |
| 1957     | 24 години Ле-Мана | Scuderia Ferrari                                                       | 1     | 0        | 0     | 0   | 0       | 0     | Схід  |
| 1957     | Формула-1         | Scuderia Ferrari                                                       | 6     | 0        | 0     | 0   | 2       | 13    | 4     |
| 1958     | 24 години Ле-Мана | Scuderia Ferrari                                                       | 1     | 0        | 0     | 1   | 0       | 0     | Схід  |
| 1958     | Формула-1         | Scuderia Ferrari                                                       | 10    | 1        | 4     | 5   | 7       | 42    | 1     |
| Джерело: |                   |                                                                        |       |          |       |     |         |       |       |

### Формула-1
| Рік      | Учасник                   | Шасі                | Двигун                | 1        | 2        | 3      | 4        | 5       | 6        | 7        | 8        | 9     | 10    | 11    | Місце | Очки    |
| -------- | ------------------------- | ------------------- | --------------------- | -------- | -------- | ------ | -------- | ------- | -------- | -------- | -------- | ----- | ----- | ----- | ----- | ------- |
| 1952     | Leslie D. Hawthorn        | Cooper T20          | Bristol BS1 2.0 L6    | ШВЙ      | 500      | БЕЛ 4  |          | ВЕЛ 3   | НІМ      | НІД 4    | ІТА НКЛ  |       |       |       | 4=    | 10      |
| 1952     | AHM Bryde                 | Cooper T20          | Bristol BS1 2.0 L6    |          |          |        | ФРА Схід |         |          |          |          |       |       |       | 4=    | 10      |
| 1953     | Scuderia Ferrari          | Ferrari 500         | Ferrari 500 2.0 L4    | АРГ 4    | 500      | НІД 4  | БЕЛ 6    | ФРА 1   | ВЕЛ 5    | НІМ 3    | ШВЙ 3    | ІТА 4 |       |       | 4     | 19 (27) |
| 1954     | Scuderia Ferrari          | Ferrari 625         | Ferrari 625 2.5 L4    | АРГ ДСК  | 500      | БЕЛ 4‡ |          | ВЕЛ 2   | НІМ 2‡   | ШВЙ Схід | ІТА 2    |       |       |       | 3     | 24.64   |
| 1954     | Scuderia Ferrari          | Ferrari 553         | Ferrari 554 2.5 L4    |          |          |        | ФРА Схід |         |          |          |          | ІСП 1 |       |       | 3     | 24.64   |
| 1955     | Vandervell Products       | Vanwall VW1         | Vanwall 254 2.5 L4    | АРГ      | МОН Схід | 500    | БЕЛ Схід |         |          |          |          |       |       |       | —     | 0       |
| 1955     | Scuderia Ferrari          | Ferrari 555         | Ferrari 555 2.5 L4    |          |          |        |          | НІД 7   |          | ІТА 10   |          |       |       |       | —     | 0       |
| 1955     | Scuderia Ferrari          | Ferrari 625         | Ferrari 555 2.5 L4    |          |          |        |          |         | ВЕЛ 6‡   |          |          |       |       |       | —     | 0       |
| 1956     | Owen Racing Organisation  | Maserati 250F       | Maserati 250F1 2.5 L6 | АРГ 3    |          |        |          |         |          |          |          |       |       |       | 12    | 4       |
| 1956     | Owen Racing Organisation  | BRM P25             | BRM P25 2.5 L4        |          | МОН НС   | 500    |          |         | ВЕЛ Схід | НІМ      | ІТА      |       |       |       | 12    | 4       |
| 1956     | Officine Alfieri Maserati | Maserati 250F       | Maserati 250F1 2.5 L6 |          |          |        | БЕЛ НС   |         |          |          |          |       |       |       | 12    | 4       |
| 1956     | Vandervell Products       | Vanwall VW2         | Vanwall 254 2.5 L4    |          |          |        |          | ФРА 10‡ |          |          |          |       |       |       | 12    | 4       |
| 1957     | Scuderia Ferrari          | Lancia-Ferrari D50A | Ferrari DS50 2.5 V8   | АРГ Схід | МОН Схід | 500    |          |         |          |          |          |       |       |       | 4     | 13      |
| 1957     | Scuderia Ferrari          | Ferrari 801         | Ferrari DS50 2.5 V8   |          |          |        | ФРА 4    | ВЕЛ 3   | НІМ 2    | ПЕС      | ІТА 6    |       |       |       | 4     | 13      |
| 1958     | Scuderia Ferrari          | Ferrari 246         | Ferrari 143 2.4 V6    | АРГ 3    | МОН Схід | НІД 5  | 500      | БЕЛ 2   | ФРА 1    | ВЕЛ 2    | НІМ Схід | ПОР 2 | ІТА 2 | МАР 2 | 1     | 42 (49) |
| Джерело: |                           |                     |                       |          |          |        |          |         |          |          |          |       |       |       |       |         |

‡ Спільне керування одним болідом.

### 24 години Ле-Мана
| Рік      | Команда          | Напарник        | Автомобіль    | Клас | Кола | Поз. | Клас поз. |
| -------- | ---------------- | --------------- | ------------- | ---- | ---- | ---- | --------- |
| 1953     | Scuderia Ferrari | Джузеппе Фаріна | Ferrari 340MM | S5.0 | 12   | ДСК  | ДСК       |
| 1955     | Jaguar Cars Ltd. | Айвор Б'юб      | Jaguar D-Type | S5.0 | 307  | 1    | 1         |
| 1956     | Jaguar Cars Ltd. | Айвор Б'юб      | Jaguar D-Type | S5.0 | 280  | 6    | 3         |
| 1957     | Scuderia Ferrari | Луїджі Муссо    | Ferrari 335S  | S5.0 | 56   | Схід | Схід      |
| 1958     | Scuderia Ferrari | Пітер Коллінз   | Ferrari 250TR | S3.0 | 112  | Схід | Схід      |
| Джерело: |                  |                 |               |      |      |      |           |

## Виноски
1. 1 2  До сезону 1990 року, не всі очки, набрані гонщиком, зараховувались у підсумковий залік Чемпіонату світу (див. список систем нарахування очок). Число поза дужками — результат в чемпіонатах. Число в дужках — усі очки набрані пілотом.